# Ceferino Palencia y Álvarez-Tubau
Ceferino Palencia y Álvarez-Tubau (Madrid, 1882-Ciudad de México, 1963) fue un crítico de arte, escritor y político español exiliado tras la guerra civil. Instalado en México, adquirió la nacionalidad de este país, donde falleció.

## Biografía
Nacido en 1882 en Madrid, era hijo del dramaturgo Ceferino Palencia y la actriz María Tubau. Además del teatro y el ensayo, cultivó la pintura y el aguafuerte. Entre sus obras se encontró una adaptación al teatro de El fantasma de Canterville de Oscar Wilde. De pensamiento republicano, durante la Segunda República ejerció como gobernador civil, al menos, de las provincias de Almería, Guadalajara y Teruel. Se casó el 6 de julio de 1909 con la escritora, actriz y diplomática Isabel Oyarzábal, con quien llegó a tener dos hijos: Ceferino (1910) y María Isabel (1914). El matrimonio se trasladaba continuamente de residencia por motivos laborales; así, llegarían a vivir en Suecia, Finlandia o Estados Unidos y, por último en México, país en el que se exilió en 1939 y del que obtuvo la nacionalidad en 1942. Vicepresidente y socio fundador del Ateneo Español de México,[cita requerida] en la década de 1950 publicó, en México, el libro España vista por los españoles, en el que seleccionó textos de otros autores y escribió el prólogo. Falleció en 1963 en Ciudad de México.